# 미카와타카하마역
미카와타카하마역(일본어: 三河高浜駅, みかわたかはまえき)은 일본 아이치현 다카하마시에 소재하는 나고야 철도 미카와선의 역이다. 역 번호는 MU06이다. 지역 주민들은 "미타카 역"이라고 부른다. manaca가 사용 가능하다.

## 역사
- 1918년 4월 20일: 미카와 철도의 역으로 영업 개시.
- 1941년 6월 1일: 미카와 철도가 나고야 철도와 합병되어 동사의 미카와 선의 역이 됨.
- 1957년 8월: 역사 개축.
- 1977년 5월 25일: 화물 영업의 폐지로 측선 3선과 화물 플랫폼 철거.
- 1994년 2월 25일: 교상 역사화. 열차의 본 역 진입이 우측 통행에서 좌측 통행으로 바뀜.
- 2005년
  - 8월 9일: 역 집중 관리 시스템 도입으로 무인역이 됨.
  - 9월 14일: "트랜 패스" 도입.
- 2011년 2월 11일: IC카드 승차권 "manaca" 공용 개시.
- 2012년 2월 29일: 트랜 패스 공용 종료.

## 역 구조
섬식 승강장 1면 2선의 교상역이다. 역 집중 관리 시스템이 도입되어 있고, 다카하마 시의 관문역임에도 불구하고 무인역이며, 지류 역에서 원격 관리되고 있다. 실제로는 역무원이 안에 상주하고
있다. 엘리베이터가 설치되어 있다.

### 승강장
| 번호        | 방향 | 행선              |
| ----------- | ---- | ----------------- |
| ■ 미카와 선 | 하행 | 가리야・지류 방면 |
| ■ 미카와 선 | 상행 | 헤키난 방면       |

## 역 주변
- 다카하마 시청
- 헤키난 경찰서 다카하마 간부 파출소
- 다카하마 우체국
- 일본복지대학 다카하마 전문학교
- 아이치 현립 다카하마 고등학교
- 다카하마 시립 다카하마 중학교
- 야마나카 다카하마점
- 가스가 신사
- 오야마 공원
- 국도 제419호선
- 아이치 현도 50호 나고야헤키난 선
- 가리야토요타 종합 병원 다카하마 분원

## 사진

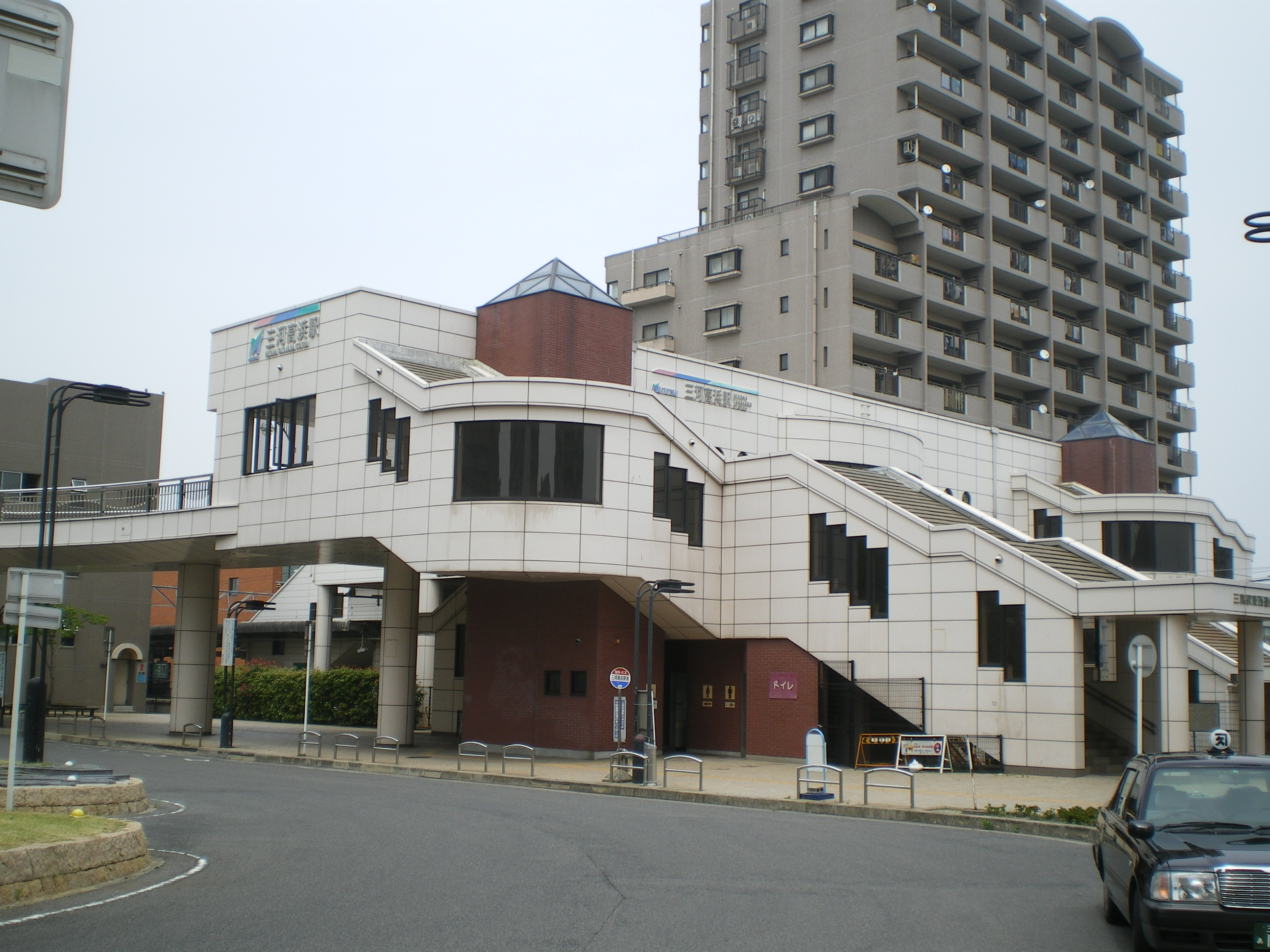
서쪽 출입구
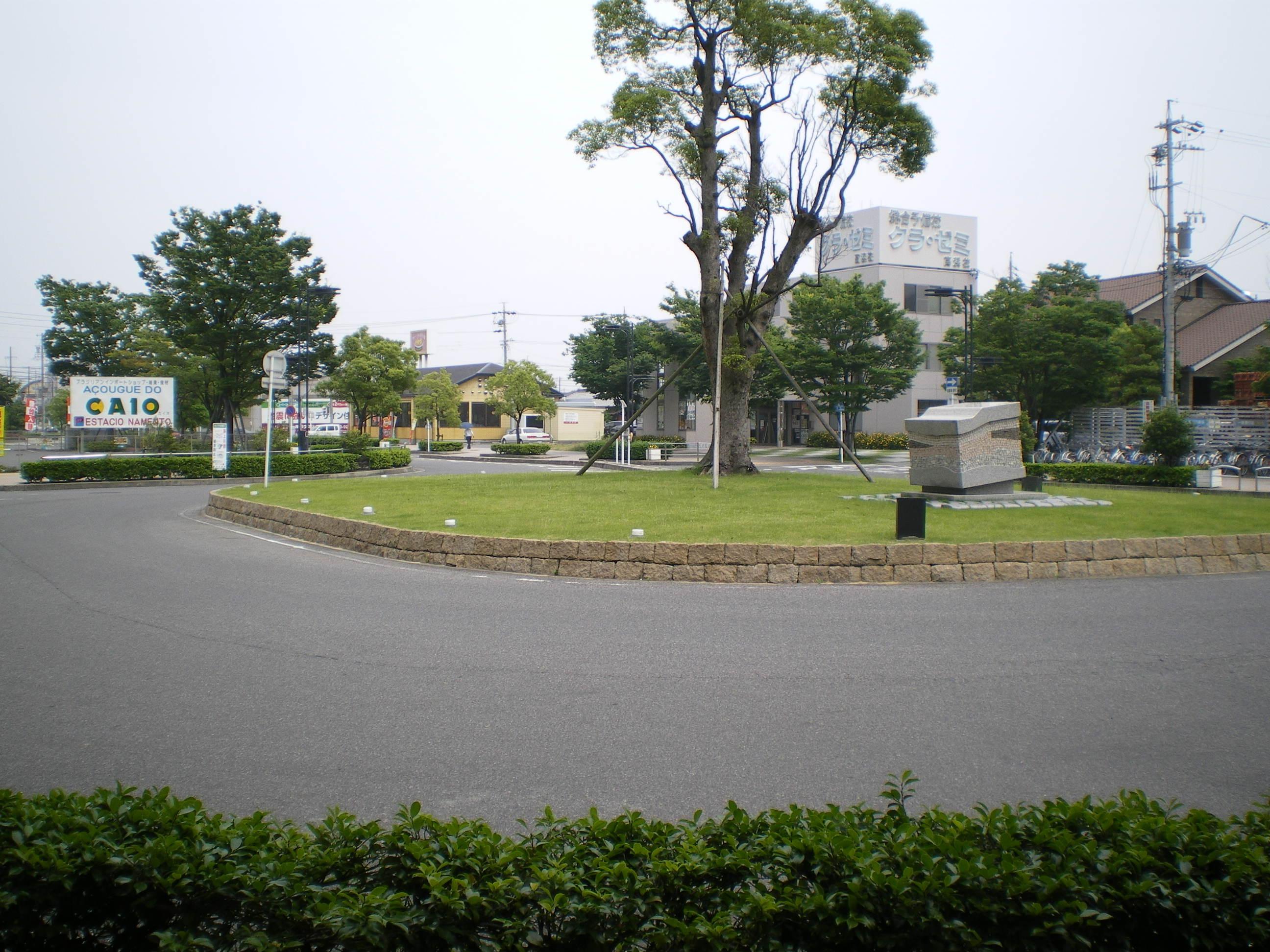
동쪽 광장

## 인접역
| 나고야 철도 미카와선    | 나고야 철도 미카와선 | 나고야 철도 미카와선        |
| ----------------------- | -------------------- | --------------------------- |
| MU05 요시하마 지류 방면 |                      | 다카하마코 MU07 헤키난 방면 |